# نوحا سنتینو
نوحا سنتینو (به انگلیسی: Noah Centineo) بازیگر و مدل آمریکایی است. او بیشتر به خاطر نقش خود به عنوان «هیسوس آدامز-فاستر» در سریال پرورشگاهی‌ها شناخته می‌شود.
از دیگر فیلم‌های او می‌توان به چگونه یک پسر بهتر بسازیم و تقدیم به همه پسرانی که عاشقشان بودم اشاره کرد.
قد:۱۸۵

## فیلم‌شناسی

### فیلم‌ها
- چگونه یک پسر بهتر بسازیم (۲۰۱۴) در نقش جیدن استارک.
- پرورشگاهی‌ها (۲۰۱۵–۲۰۱۸) در نقش هیسوس آدامز-فاستر.
- تقدیم به همه پسرانی که عاشقشان بودم (۲۰۱۸) در نقش پیتر کاوینسکی.
- سیرا برگس یک بازنده است (۲۰۱۸) در نقش جیمی.
- فرشتگان چارلی (۲۰۱۹) در نقش لنگستون.
- تقدیم به همه پسران: پی‌نوشت. من هنوز دوستت دارم (۲۰۲۰) در نقش پیتر کاوینسکی.
- تقدیم به همه پسران: همیشه و تا ابد، لارا جین (۲۰۲۱) در نقش پیتر کاوینسکی.
- بلک ادم (۲۰۲۲)

### موزیک ویدیو
- هاوانا (کامیلا کبیو)